# Shyamnagar
Shyamnagar är en ort i Indien.   Den ligger i distriktet Hugli och delstaten Västbengalen, i den östra delen av landet, 1 300 km sydost om huvudstaden New Delhi. Shyamnagar ligger 8 meter över havet och antalet invånare är 441 956.
Terrängen runt Shyamnagar är mycket platt. Runt Shyamnagar är det mycket tätbefolkat, med 1 573 invånare per kvadratkilometer. Närmaste större samhälle är Bhātpāra, 5,1 km nordost om Shyamnagar. Trakten runt Shyamnagar består till största delen av jordbruksmark.